# Lyndon B. Johnson Boyhood Home
La Lyndon B. Johnson Boyhood Home est une maison américaine située à Johnson City, dans le comté de Blanco, au Texas. Résidence de Lyndon B. Johnson pendant son enfance, elle est déclarée Recorded Texas Historic Landmark en 1965 et National Historic Landmark le 23 mai 1966. Elle est en outre protégée au sein du Lyndon B. Johnson National Historical Park depuis 1969.